# 863
| [ Edytuj tabelę ]          |                                 |
| Król Anglii                | - 860 Ethelbert 866             |
| Hrabia Aragonii            | - 844 Galindo I Aznárez 867     |
| Król Asturii               | - 850 Ordoño I 866              |
| Hrabia Barcelony           | - 858 Humfryd 864               |
| Cesarz Bizancjum           | - 842 Michał III Metystes 867   |
| Chan Bułgarii              | - 852 Borys I Michał 889        |
| Cesarz Chin                | - 859 Tang Yizong 873           |
| Książę Czech               | - 850 Gościwit 870              |
| Król Franków wschodnich    | - 855 Ludwik II Niemiecki 875   |
| Król Franków zachodnich    | - 843 Karol II Łysy 877         |
| Cesarz Japonii             | - 858 Seiwa 876                 |
| Kalif                      | - 862 Al-Musta’in 866           |
| Król Khmerów               | - 850 Dżajawarman III 877       |
| Patriarcha Konstantynopola | - 858 Focjusz I Wielki 867      |
| Król Mercji                | - 852 Burgred 874               |
| Król Nawarry               | - 851 García Íñiguez 880        |
| Król Nortumbrii            | - 848 Osbert 863 - 863 Ella 867 |
| Papież                     | - 858 Mikołaj I 867             |
| Cesarz rzymski             | - 850 Ludwik II 875             |
| Książę Saksonii            | - 844 Ludolf 866                |
| Król Szkocji               | - 862 Konstantyn I 877          |
| Doża Wenecji               | - 837 Pietro Tradonico 864      |
| Książę wielkomorawski      | - 846 Rościsław 870             |

Rok 863 / DCCCLXIII
stulecia: VIII wiek ~
IX wiek ~
X wiek

lata: 853 «
858 «
859 «
860 «
861 «
862 «
863
» 864
» 865
» 866
» 867
» 868
» 873

## Wydarzenia
- 5 lipca – Cyryl i Metody dokonali chrystianizacji Wielkich Moraw (chrzest w obrządku słowiańskim).
- 3 września – zwycięstwo wojsk bizantyńskich nad arabskimi w bitwie pod Melitene.
- Papież Mikołaj I ogłosił nieważność wyboru patriarchy Konstantynopola Focjusza. Zapoczątkowało to tak zwaną schizmę Focjusza.
- Założono gród Krywiczów, który zapoczątkował powstanie później Smoleńska.

## Urodzili się
- Baldwin II Łysy — drugi hrabia Flandrii od 879 r. i dziedziczny opat St. Bertin od 892 r.

## Zmarli
- 6 czerwca – Utamisz, turecki oficer wojskowy kalifatu Abbasydów, wezyr (ur. ?)
- Abu Ibrahim Ahmad — szósty emir z dynastii Aghlabidów w Ifrikiji w latach 856–863.